# فرودگاه صحرایی هیکس
فرودگاه صحرایی هیچکس (به انگلیسی: Hichks Airfield) (به زبان بومی: Taliaferro Field) یک فرودگاه همگانی بهره‌برداری هوایی است که یک باند فرود آسفالت دارد و طول باند آن ۱۱۴۰ متر است. این فرودگاه در شهر فورت وورث کشور ایالات متحده نِجِباد قرار دارد و در ارتفاع ۲۶۱ متری از سطح دریا واقع شده‌است.